# Poochai
Poochai, född 23 mars 2010 i Färila i Gävleborgs län, är en svensk varmblodig travhäst. Han tränas av Svante Båth och körs oftast av Erik Adielsson.
Poochai började tävla i september 2012. Han har till maj 2018 sprungit in 5,2 miljoner kronor på 67 starter varav 14 segrar, 12 andraplatser och 13 tredjeplatser. Han tog karriärens största seger i Svenskt Travderby (2014), körd av Örjan Kihlström. Bland andra stora segrar räknas Big Noon-pokalen (2013), Konung Gustaf V:s Pokal (2014) och Gulddivisionens final (okt 2017). Han har även kommit på andraplats i Svampen Örebro (2012).
Han utsågs till "Årets 4-åring" (2014) vid Hästgalan.